# Довмонт Псковський
Довмонт-Тимофій Псковський (1240 — 20 травня 1299) — князь Псковський у 1266—1270 та 1271—1299 роках. Зарахований Російською Православною Церквою до лику святих.

## Життєпис

### Литовська діяльність
Походження Довмонта Псковського різними джерелами висвітлюється по-різному. Навіть життєписи Довмонта в російських і польських літописах істотно розрізняються. За першими був сином Міндовга або братом Тройдена; за другими — сином Рамунта.
У Литві Довмонт володів Нальшанами або Утеною. Спочатку був союзником Міндовга та одружився з його сестрою, але потім перейшов на бік Тройдена і брав безпосередню участь у вбивстві Міндовга в 1263 році.
Після посилення Войшелка, сина Міндовга, Довмонт втік до Псковської республіки. Там він прийняв хрещення під ім'ям Тимофій і був обраний князем. Втім, не виключено, що польський хроніст, розповідаючи про втечу Довмонта Нальшанського до Пскову сплутав його з якимось іншим литовцем Довмонтом, який правив у Пскові, «схрестивши» дві біографії.

### Псковський князь
Великий князь Ярослав Ярославич був незадоволений обранням Довмонта, але новгородці відмовилися давати йому полки проти Пскову. Більш того, новгородці навіть брали участь в поході псковитян на Литву. Великий князь був змушений замиритися з литовцем на псковському престолі.
У 1266 році Довмонт розбив під Псковом литовське військо й атакував володіння нальшанського князя Герденя. Князь взяв з собою дружину в 390 псковських «ратних мужів», зокрема своїх литовських дружинників. Довмонт увірвався в Полоцьк, взяв воєнну здобич, яку під охороною 300 вояків відправив до Пскова, а сам з 90 дружинниками став чекати за Двіною у броду погоні, сховавшись на лісовій галявині. Князь Гердень переслідував Довмонта з 700-ма вершниками, зокрема дружинами князів-союзників Гогорта, Лотбея і Лючгайла. Коли литовці, перейшовши брід, стовпилися на березі, Довмонт в кінному строю несподівано атакував їх. Ті не встигли вишикуватися до бою і почали тікати.
«Хроніка Биховця» згадує про постійне втручання Довмонта в литовські справи. Крім здобуття Полоцька в 1266 році йому приписують вбивство Тройдена. У 1267 році очолив спільні війська Пскова та Новгорода в поході на литовські землі.
У 1268 році Довмонт-Тимофій брав участь у битві під Раковором проти лівонців та данців, яким було завдано нищівної поразки. Дружини Новгородської республіки, Переяславського та Володимир-Суздальського князівства повернулися до себе. Натомість псковська кінна дружина князя Довмонта продовжила війну: вона пройшла землю Вірумаа до берега Балтійського моря, сплюндрувавши лицарські замки Данської Естляндії.
У 1269 році відбив напад лівонців на Псков, який перебував в облозі протягом 10 днів. Під час бою поранив в обличчя самого магістра лівонського ордену Отто фон Лаутерберга, і навіть переслідував ворогів, спустошивши чудські землі. 
У 1270 році Ярослав Ярославич посадив в Пскові якогось Айгуста, але через два роки псковичі знову закликали Довмонта. У 1271 році Довмонт розбив німецьку човникову флотилію на річці Міроповні. На наступний рік німці знову організували похід на Псков, але Довмонт попередив напад.
1282 року Довмонт допомагав своєму тестю, Дмитру Олександровичу у боротьбі проти брата Андрія. Він вдерся до Ладоги, вивіз звідти скарбницю Дмитра Олександровича і пішов до Копор'я, але, обложений новгородцями, залишив фортецю. Для захисту від нападів Довмонт зміцнив Псков новою кам'яною стіною, яка до XVI століття називалася Довмонтовою.
У 1299 році лівонські лицарі несподівано вдерлися в межі Псковської республіки і, спустошивши її, взяли в облогу місто, але були розбиті Довмонтом разом з тисяцким Іваном Дорогомиловичем. Полонених німців Довмонт відіслав у Владимир. Незабаром після цього під час мору князь захворів і помер.
Церква зарахувала Тимофія-Довмонта до лику святих. Тіло його поховано в Троїцькому соборі в Пскові, в якому ще на початку XX століття зберігалися його меч і одяг. Від Довмонта, за традицією, свій родовід вели російський і польський шляхетські роди Домонтовичів.

## Родина
1. Дружина — сестра дружини Міндовга або сестра Нарімунта.
Дітей не було.
2. Дружина — Марія, донька Дмитра Олександровича, великого князя Володимирського.
Діти:
- Давид (д/н—1327), Гродненський староста Великого князівства Литовського